# All Out of Luck
"All Out of Luck" ("Sem Sorte Nenhuma") foi a canção da Islândia no Festival Eurovisão da Canção 1999 que se disputou em Jerusalém em 29 de maio de 1999.
A referida canção foi interpretada em inglês por Selma (a primeira vez que a Islândia enviou ao Festival Eurovisão da Canção uma canção não interpretada em islandês. Foi a décima-terceira canção a ser interpretada na noite do festival, a seguir à canção da Polónia "Przytul mnie mocno", cantada por Mietek Szcześniak e antes da canção de Chipre "Tha 'Ne Erotas", interpretada por Marlain. Terminou a competição em segundo lugar, tendo recebido um total de 146 pontos. No ano seguinte, em 2000 a Islândia foi representada por August & Telma que interpretaram a canção Tell Me!.

## Autores
- Letrista: Þorvaldur Bjarni Þorvaldsson
- Compositores:Selma Björnsdóttir,
Sveinbjörn I. Baldvinsson,
Þorvaldur Bjarni Þorvaldsson

## Letra
A canção é um uptempo, com Selma dizendo aos seus ouvintes que eles deviam acreditar neles próprios e fazer o que eles acham certo para eles, caso contrário eles não terão "sorte nenhuma".

## Outras Versões
- versão estendida (em inglês) [3:27]
- remix (em inglês) [7:13]
- Versão karaoke